# РТ-2
РТ-2 (натовско название SS-13 Savage, по ГРАУ 8К98) е съветска междуконтинентална балистична ракета. Разработена е под ръководството на акад. Сергей Корольов, с одобрение на министерския съвет на СССР от 20 ноември 1959 година. Допълнителната работа по дизайна е осъществена в бюрото „Надирадзе“. Първата серия от тестове е осъществена между 1966 и 1968, като първото изстрелване е на 26 февруари 1966. До юли 1966 са проведени 7 успешни пуска. От 25 изстреляни ракети 21 достигат успешно целта си. Въоръжаването на ракетните войски продължава от 1969 до 1972. Заради трудната поддръжка на твърдогоривния двигател са произведени само 60 ракети. РТ-2 са със силозно базиране. Съоръженията са били с дистанционно задействане и вътрешно налягане от 1300 пси. Ракетите са били разположени в базата край Йошкар Ола.
Извеждането от експлоатация на РТ-2 продължава от 1993 до 1996.